# 蒙古民族民主党 (1992年)
蒙古民族民主党是1992年至2000年之间存在的一个蒙古国政党。2000年与其他政党合并为民主党。

## 简介
1992年10月25日成立，党员7.2万名，由原来的蒙古民主党、蒙古民族进步党、复兴党、联合党合并而成。该党党章规定，“本党崇尚民主与正义，为人民的自由与幸福生活，为蒙古国的独立与繁荣昌盛而开展各方面活动。”该党的目标是“创造每个公民崇尚正义、幸福生活、自由发展的条件，建立基于私有制、市场关系和多元思想，并与大自然相互关联的具有民族形象的公正的民主社会。”1997年4月6日，该党召开非常代表大会，讨论了该党的组织问题，选举出主席、副主席、总书记以及156人组成的代表会议。主席查希亚·额勒贝格道尔吉，副主席额尔登·巴特乌勒，总书记图布登道尔吉。
1996年至2000年，蒙古民族民主党和蒙古社会民主党联合执政。在2000年国家大呼拉尔选举中，两党失利而下野，成为在野党。2000年12月，两党联合其他在野的民主复兴党、民主党、宗教民主党合并成立民主党。
后来在2005年，蒙古国又成立了一个蒙古民族民主党，与本条目所指的政党是两个不同政党。